# Mieko Hirota
Mieko Hirota (弘田三枝子, Hirota Mieko), née le 5 février 1947 à Tokyo et morte le 21 juillet 2020, est une chanteuse japonaise dont le surnom est Mico (aussi épelé Miko).
Née dans l'arrondissement Setagaya de Tokyo, elle grandit en écoutant de la pop et du jazz dans des endroits comme Tachikawa fréquentés par les troupes d'occupation du Japon. Elle fait ses débuts en 1961 à l'âge de 14 ans. En 1965, Mico est la première chanteuse japonaise à paraître au Newport Jazz Festival.
Mico apparaît à huit reprises dans l'émission de Nouvel-An Kōhaku Uta Gassen de la NHK. La première fois en 1962 lorsqu'elle chante Vacation de Connie Francis. La NHK fait appel à elle les quatre années qui suivent puis en 1969, 1970 et 1971.
Elle chante la version japonaise de Poupée de cire poupée de son (夢見るシャンソン人形) de Serge Gainsbourg.
Elle interprète la chanson-thème Leo no Uta pour la série télévisée Le Roi Léo.
Hirota a paru dans des réclames pour Nescafé, Nippon Oil, Daikin, Fujiya, Renown et Sapporo Breweries.

## Source de la traduction
- (en) Cet article est partiellement ou en totalité issu de l’article de Wikipédia en anglais intitulé « Mieko Hirota » (voir la liste des auteurs).